# Yoshitaka Kageyama
Yoshitaka Kageyama (影山 由高 Kageyama Yoshitaka?, nacido el 31 de marzo de 1978 en Tokio) es un exfutbolista japonés. Jugaba de delantero y su último club fue el Sagawa Printing de Japón.

## Trayectoria

### Clubes
| Club            | País  | Año         |
| --------------- | ----- | ----------- |
| Toho Titanium   | Japón | ????        |
| Ventforet Kofu  | Japón | 2001 - 2003 |
| Sagawa Printing | Japón | 2004        |